# Condado de Wilkes (Carolina del Norte)
El condado de Wilkes (en inglés: Wilkes County, North Carolina), fundado en 1778, es uno de los 100 condados del estado estadounidense de Carolina del Norte. En el año 2000 tenía una población de 65 632 habitantes con una densidad poblacional de 34 personas por km². La sede del condado es Wilkesboro.

## Geografía
Según la Oficina del Censo, el condado tiene un área total de 1968 km² (759,8 mi²), de la cual 1961 km² (757,1 mi²) es tierra y 8 km² (3,1 mi²) es agua.

### Municipios
El condado se divide en veinte municipios: Municipio de Antioch, Municipio de Beaver Creek, Municipio de Boomer, Municipio de Brushy Mountain, Municipio de Edwards, Municipio de Elk, Municipio de Jobs Cabin, Municipio de Lewis Fork, Municipio de Lovelace, Municipio de Moravian Falls, Municipio de Mulberry, Municipio de New Castle, Municipio de North Wilkesboro, Municipio de Rock Creek, Municipio de Somers, Municipio de Stanton, Municipio de Traphill, Municipio de Union, Municipio de Walnut Grove y Municipio de Wilkesboro.

### Condados adyacentes
- Condado de Allegheny (norte)
- Condado de Surry (noreste)
- Condado de Yadkin (este)
- Condado de Iredell (sureste)
- Condado de Alexander (sur)
- Condado de Caldwell (suroeste)
- Condado de Watauga (oeste)
- Condado de Ashe (noroeste)

## Demografía
En el 2000 la renta per cápita promedia del condado era de $34 258, y el ingreso promedio para una familia era de $40 607. El ingreso per cápita para el condado era de $17 516. En 2000 los hombres tenían un ingreso per cápita de $27 346 contra $21 089 para las mujeres. Alrededor del 11.90% de la población estaba bajo el umbral de pobreza nacional.

## Lugares

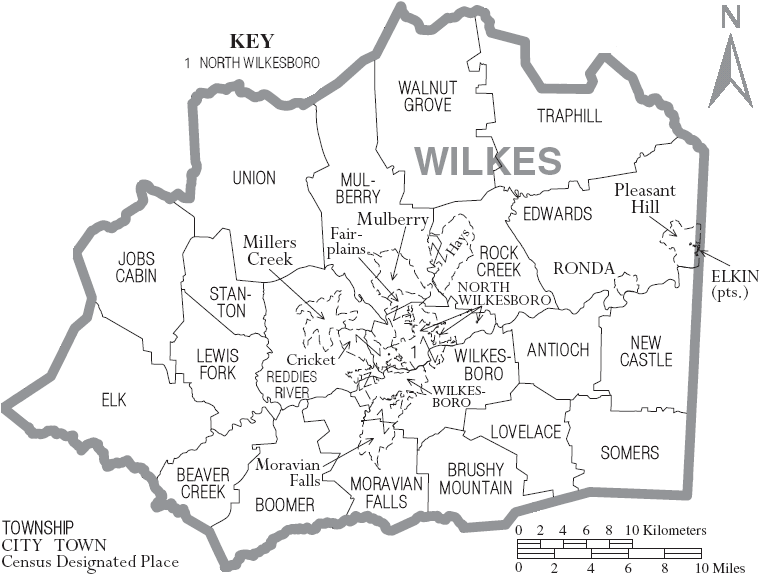
Mapa del Condado de Wilkes en Carolina del Norte con sus municipios

### Ciudades y pueblos
- North Wilkesboro
- Ronda
- Wilkesboro

## Comunidades CDPs
- Cricket
- Fairplains
- Hays
- Millers Creek
- Moravian Falls
- Mulberry
- Pleasant Hill